# جون في. فيرارا
جون في. فيرارا (بالإنجليزية: Jon V. Ferrara)‏ هو شخصية أعمال أمريكي، ولد في 22 يناير 1960.